# Hermann Höfer
Pour les articles homonymes, voir Höfer.
Hermann "Stift" Höfer (né le 19 juillet 1934 en Allemagne et mort le 22 octobre 1996) est un joueur de football allemand.

## Palmarès
Eintracht Francfort
- Championnat d'Allemagne (1) :

1959
- Championnat d'Allemagne du sud (1) :

1953, 1959

## Annexe